# مينينجين
مينينجين (بالألمانية: Meiningen) هي بلدية في منطقة فيلدكيرش في ولاية فورارلبرغ، النمسا.